# Enric Auquer
Enric Auquer, född 28 augusti 1988, är en spansk skådespelare.
Auquer har bland annat medverkat i filmen Läraren som lovade havet och TV-serierna This Is Not Sweden och Järnhanden.

## Filmografi (i urval)
- 2023 – Läraren som lovade havet
- 2024 – This Is Not Sweden (TV-serie)
- 2024 – Järnhanden (TV-serie)